# Walter Gittins
Walter Gittins (1865 – sau 1890) là một cầu thủ bóng đá người Anh có 21 lần ra sân tại Football Alliance thi đấu cho Small Heath.
Gittins sinh ra ở Aston, giờ là một phần của Birmingham. Ông bắt đầu sự nghiệp bóng đá với Lozells Sports Club trước khi gia nhập Small Heath cho thi đấu mùa giải đầu tiên tại Football Alliance vào tháng 9 năm 1889. A solid, powerful hậu vệ, Gittins có màn ra mắt ngày 14 tháng 9 năm 1889 trong trận hòa 2–2 trên sân nhà trước Bootle, và không xuất hiện cho đến hết mùa giải, cuối cùng ông gia nhập Stafford Rangers.